# Volkovce
Volkovce jsou obec na Slovensku v okrese Zlaté Moravce.

## Poloha a přírodní podmínky
Obec se nachází na Pohronské pahorkatině a jižních svazích Pohronského Inovce. Samotná obec leží v nadmořské výšce asi 225 m v dolině potoka Bočovka, katastr leží mezi 220 a 450 metry.

## Historie
První písemná zmínka pochází z roku 1275 jako Wolkouch, později je uváděna pod názvy Walkoch (1327), Wolkowcze (1773), maďarský název je Valkóc. Patřila panství hradu Tekov, v roce 1327 ji jako pustou osídlilo opatství v Hronském Beňadiku, později patřila Ostřihomské kapitule. Vyvíjela se jako zemědělská obec. V roce 1945 k ní byla připojena osada Závada, dále k ní patří samostatná osada Olichov.

## Pamětihodnosti
- římskokatolický kostel gotický barokně přestavěný v roce 1754